# Camaleño
Camaleño est une commune espagnole située dans la communauté autonome de Cantabrie.